# Jesień średniowiecza
Jesień średniowiecza – monografia Johana Huizingi wydana w 1919; w Polsce wydana w 1961 (w tłumaczeniu Tadeusza Brzostowskiego) przez Państwowy Instytut Wydawniczy w serii wydawniczej "Rodowody Cywilizacji" (tzw. ceramowskiej).
Autor przedstawia szeroką panoramę schyłku średniowiecza, mechanizm jego zamierania i rozkładu w kręgu kultury burgundzkiej XIV-XV wieku. Omawia czynniki kształtujące ówczesną kulturę i sposób bycia, ukazuje obyczaje, ceremoniał, stosunek do sztuki, do religii i umysłowość człowieka tamtych czasów. Zasadniczym zadaniem dzieła było ukazanie świata myśli i ducha w pewnej całościowej jedności, przedstawienie, jakie ideały, dążenia i prądy kształtowały ówczesne życie człowieka.

## Jako frazeologizm
Dzięki frywolnemu połączeniu tego tytułu z popularnym wulgaryzmem w polskiej liście dialogowej dość znanego filmu pt. Pulp Fiction (1994), zwrot ten funkcjonuje jako nieformalny frazeologizm, przytaczany w mediach nawet przez znane osobistości życia publicznego, a nawet wykorzystywany jako przykład dydaktyczny w świecie polskiej nauki.